# تتسویا کاکیهارا
تتسویا کاکیهارا (انگلیسی: Tetsuya Kakihara; ۲۴ دسامبر ۱۹۸۲ – ) خواننده، و صداپیشه اهل ژاپن بود. وی از سال ۲۰۰۲ میلادی تاکنون مشغول فعالیت بوده‌است.
از فیلم‌ها یا برنامه‌های تلویزیونی که وی در آن نقش داشته‌است می‌توان به وکسیل اشاره کرد.